# 橋本蒔子
橋本 蒔子（はしもと まきこ、1999年1月14日 - ）は、栃木県出身の元女子競輪選手。現役時代は日本競輪選手会栃木支部所属、ホームバンクは宇都宮競輪場。日本競輪学校（当時。以下、競輪学校）第114期生。師匠は小坂敏之（栃木74期）。

## 経歴
趣味でクロスバイクに乗っていた高校3年のとき、中学時代の恩師にガールズケイリンの話を聞き、興味を持ち競輪選手を志した。競輪学校を志望するまで、自転車は無論、過度なスポーツの経験はなかった。中学時代は弓道を経験。
国学院大学栃木高等学校時代は、国立大学法人宇都宮大学　グローバルサイエンスキャンパスiP-Uに参加。研究テーマは、「Synthesis of Green Fluorescent Protein Chromophore Analogues for Interdisciplinary Learning for High school Students 」で、才能育成プラン受講生として、大庭亨教授の指導のもとに活動していたと記されている。また、研究内容が『「JOURNAL OF CHEMICAL EDUCATION」(2019) 96(3),pp503-507』に掲載された。国立研究開発法人　科学技術振興機構　次世代人材育成事業のHPによると、H28/3/29に、第33回化学クラブ研究発表会（日本化学会関東支部）で、研究内容の発表を行った。
2017年1月12日、競輪学校第114回適性試験に合格。この時の適性試験の合格者は、橋本のほか野本怜菜と橋本佳耶の3人であった（基本は毎回5名が合格している）。在校競走成績は17位（2勝）。2勝のうち1勝は、2017年2月23日（金）に伊豆ベロドローム250ｍピストで行われた第2回トーナメントであり、もう一勝は、2017年3月23日（金）に伊東温泉競輪場で行われた卒業記念レースであった。
2018年3月、競輪学校を卒業。在学中は学業優秀者として表彰された。同年5月1日、選手登録。
2018年7月9日、高松競輪場でデビューし7着。師匠の弟子であり、橋本の姉弟子である福田礼佳と同レースであった。
2019年、いわゆる代謝制度の対象選手となり、同年12月25日の松阪FII最終日第6レースで7着となったのがラストレースとなった。同期の渡口まりあと川嶋百香と同レース。
2020年1月16日、選手登録消除。通算戦績41戦0勝。入着回数2回。
引退直前にドーピング検査を受けたことがきっかけで、引退後は大学進学に向けて勉強を開始。浪人中、競輪学校時代の担任からかけられた言葉を思い出し、勉学に励んだ。予備校には通わずに動画サイトなどを加えた独自の学習法を行い、自宅で浪人した。
競輪選手は個人事業主でもあるため、大体の選手がドーピングに関することなど薬学を学ぶ機会がほぼなくその知識に乏しいこともあり、それならと薬剤師を目指し2022年4月、国際医療福祉大学薬学部に入学、大学生となった。
2023年5月26日、下野新聞に、「自転車降り薬剤師目指す　元ガールズケイリン選手、恩師の言葉胸に進む新たな道」という題で記事が掲載された。養成所教官の岡希美さんの「土台なくして素材は乗らない。焦りは禁物」という言葉と必死で努力したケイリン時代が原動力と語る。

2023年9月24日、朝日新聞デジタルに、「「正」から一を取ってごらん　競輪引退し薬学部へ、恩師の言葉を胸に」という題で記事が掲載された。　競輪学校時代の恩師がかけた言葉の数々の意味が、時を経て解き明かされた。
2023年12月、第20回「学生＆企業研究発表会」において、「大田原市のような明暗環境は生体リズムに作用し体の調子を整える」という研究テーマで、烏山信用金庫理事長賞を受賞。
2023年12月27日、自身のTwitterでスポーツ医学検定2級に合格したことを報告。
2024年3月22日、自身のXで危険物取扱者　甲種に合格したことを報告。
2024年5月19日、日刊SPA！に「ドーピング検査をきっかけに薬学の道へ。異色の経歴を持つ元ガールズケイリン選手の挑戦」というタイトルで記事前編が掲載された。5月24日、「「競輪から薬学へ」元ガールズケイリン選手が薬剤師を目指す“意外なワケ”」というタイトルで記事後編が掲載された。2024年5月現在、国際医療福祉大学　薬学部3年生。